# Cavellia
Cavellia is een geslacht van weekdieren uit de klasse van de Gastropoda (slakken).

## Soorten
- Cavellia anguicula (Reeve, 1852)
- Cavellia biconcava (Reeve, 1852)
- Cavellia brouni (Suter, 1891)
- Cavellia buccinella (Reeve, 1852)
- Cavellia colensoi (Suter, 1890)
- Cavellia delli (Climo, 1969)
- Cavellia irregularis (Suter, 1890)
- Cavellia marstoni (Climo, 1969)
- Cavellia marsupialis (Powell, 1941)
- Cavellia mutabilis (Suter, 1891)
- Cavellia reeftonensis (Suter, 1892)
- Cavellia roseveari (Suter, 1896)
- Cavellia serpentinula (Suter, 1891)
- Cavellia sterkiana (Suter, 1891)
- Cavellia subinfecta (Suter, 1899)
- Cavellia sylvia (Hutton, 1883)
- Cavellia tapirina (Hutton, 1882)